# قلب يسوع الأقدس

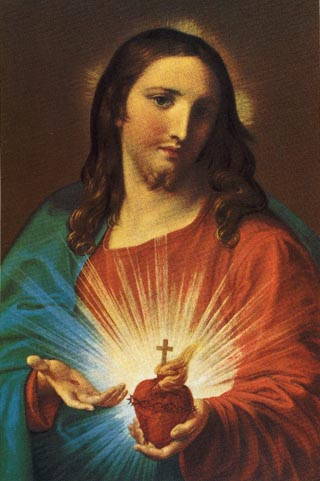
لوحة قلب يسوع لبومبيو بتوني، 1740.

قلب يسوع الأقدس أو القلب المقدس هو تكريس في الكنيسة الكاثوليكية وبعض الكنائس المسيحية الأخرى يجسد قلب يسوع كرمز لمحبته للبشرية بحسب الاعتقاد المسيحي.
تعود أصول هذه الفكرة إلى الغموضية الكاثوليكية في القرون الوسطى، غير أنها اشتهرت على يد الراهبة الفرنسية مرغاريتا ألاكوك.

## معرض صور

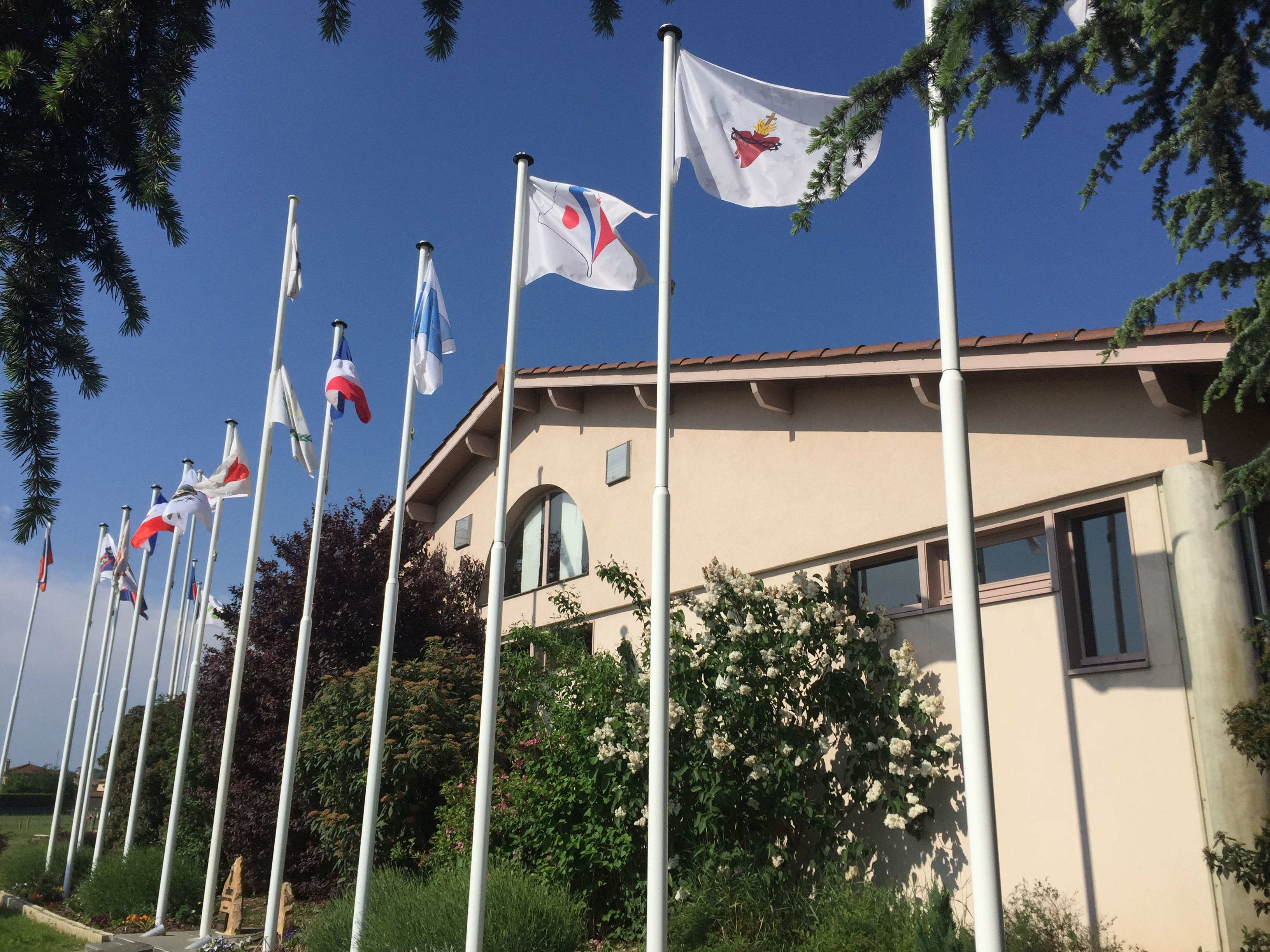
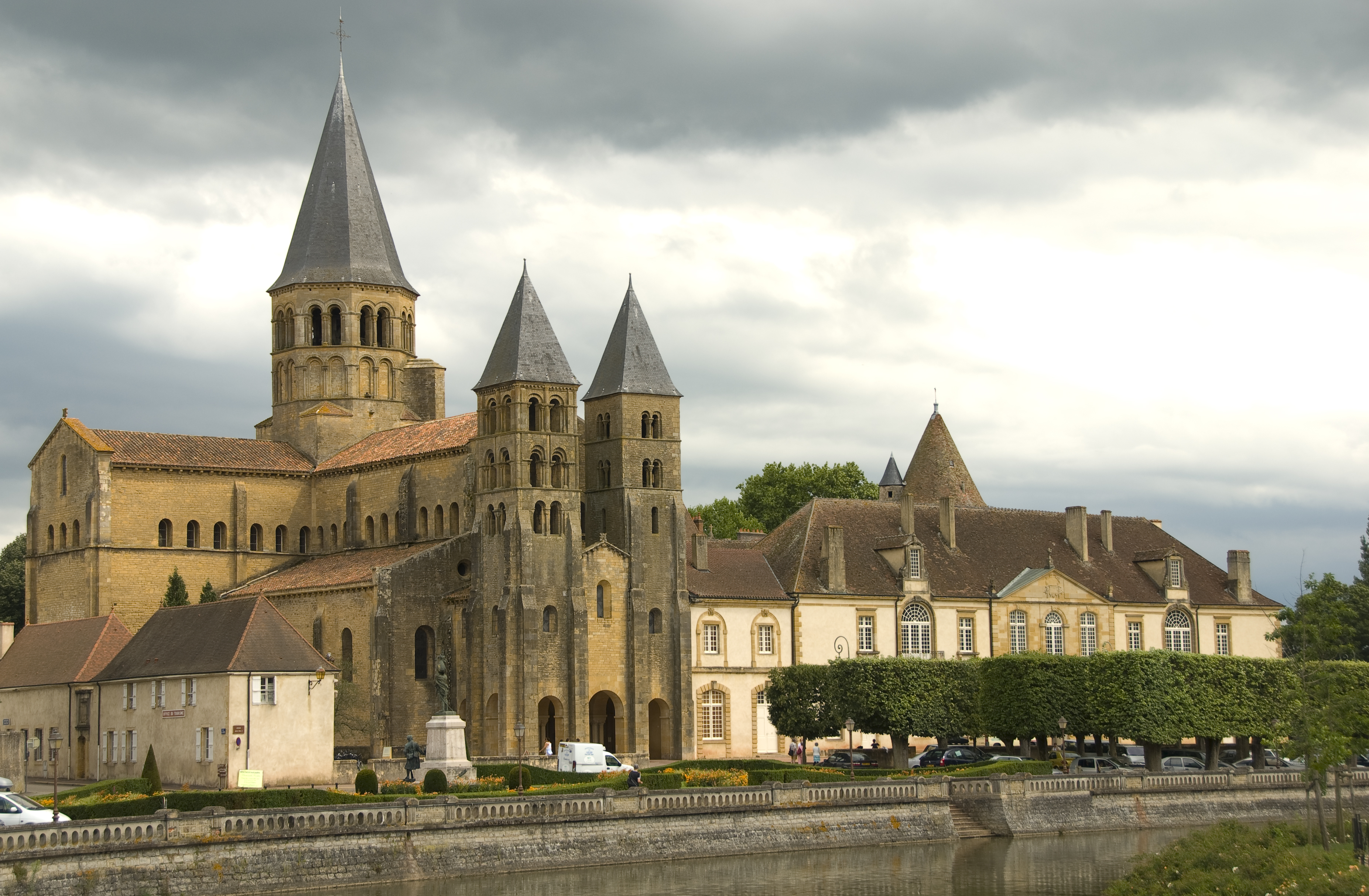
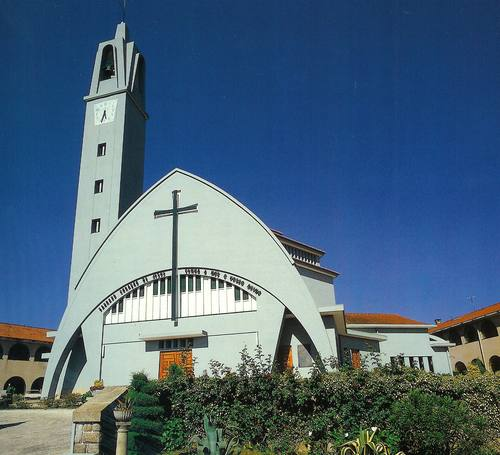
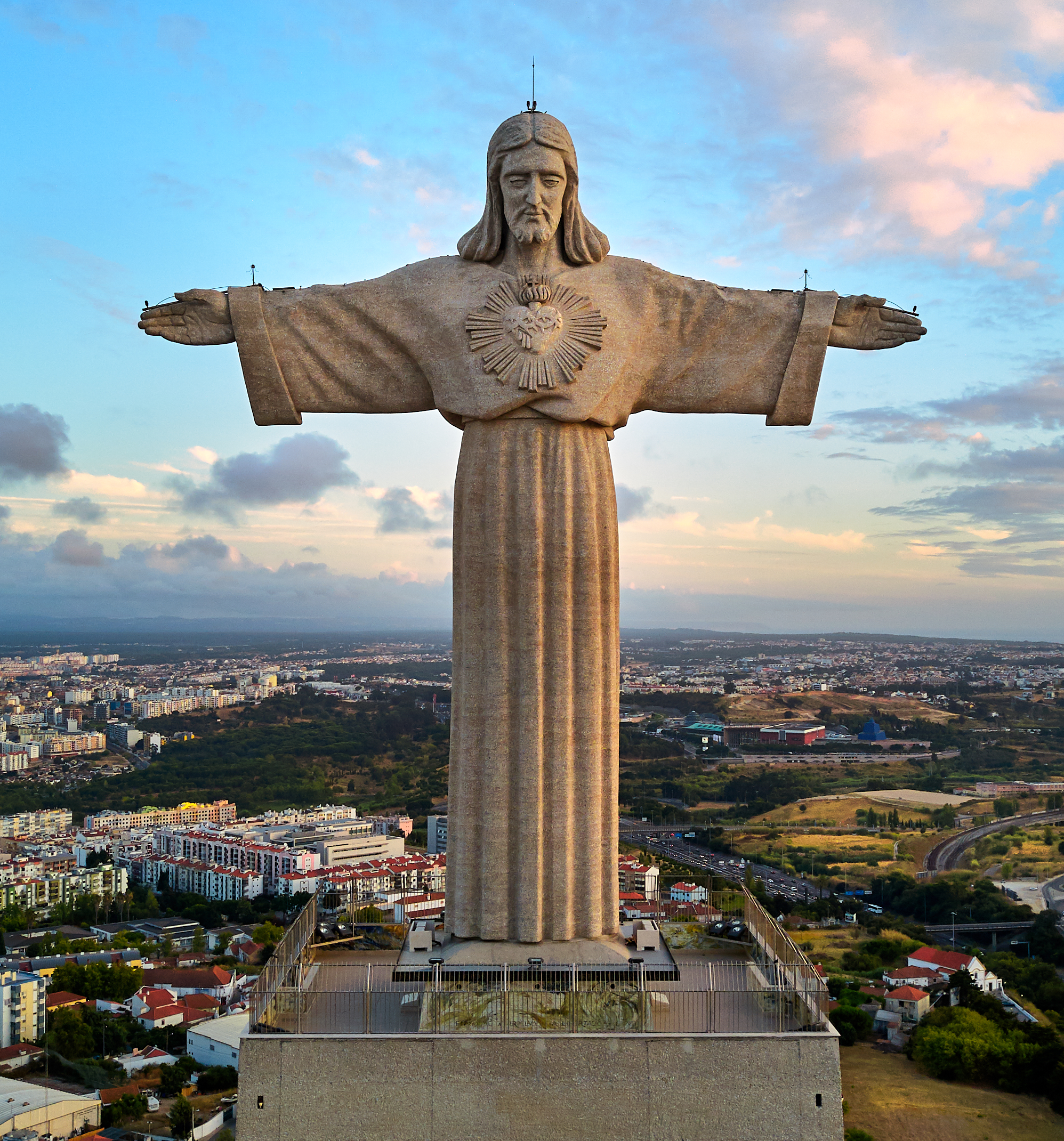
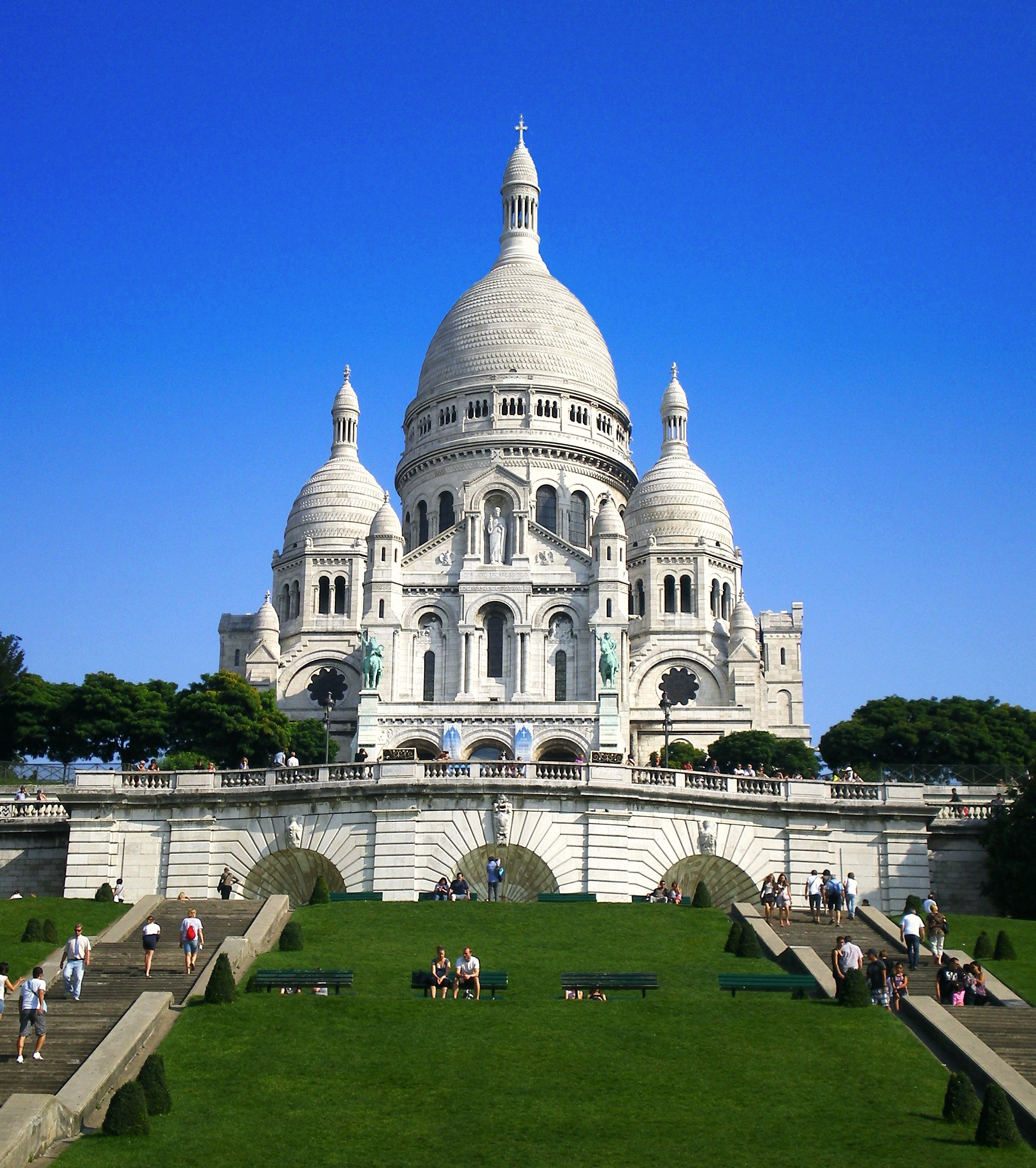
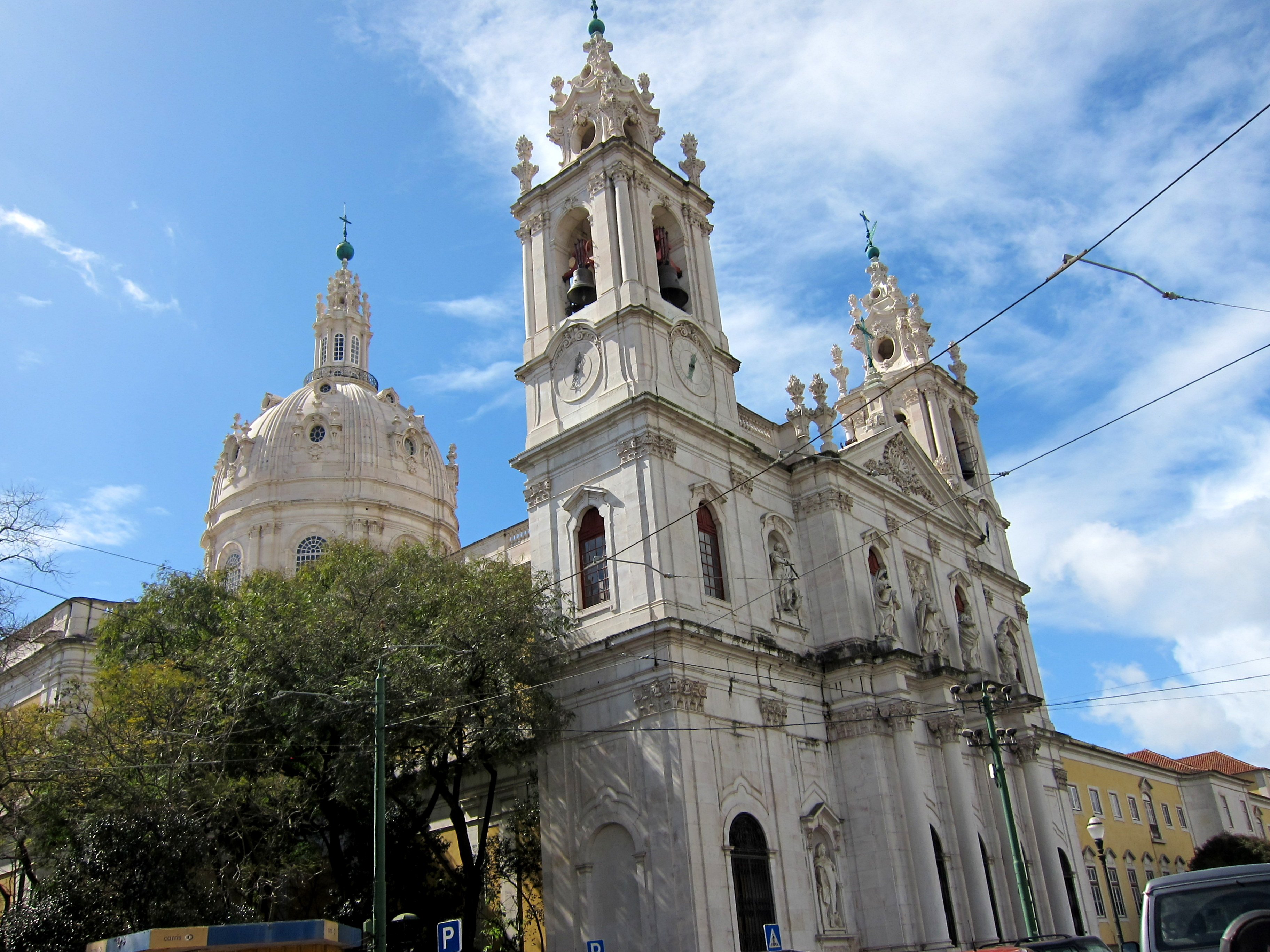

## وصلات خارجية
1. ↑  "Devotion to the Sacred Heart of Jesus II. Historical Ideas on the Development of the Devotion, para (3-4)". Catholic Encyclopedia. New Advent. مؤرشف من الأصل في 2019-03-29. اطلع عليه بتاريخ 2006-07-11.